# 大花醉鱼草
大花醉鱼草（学名：Buddleja colvilei）是玄参科醉鱼草属的植物。分布于尼泊尔、印度、锡金、不丹以及中国大陆的西藏、云南等地，生长于海拔1,600米至4,200米的地区，多生长于山地疏林中以及山坡灌木丛中，目前尚未由人工引种栽培。

## 别名
尼泊尔醉鱼草（西藏植物志）